# Кумовые
Ку́мовые, или ку́мовые ра́ки (лат. Cumacea), — отряд морских ракообразных из класса высших раков (Malacostraca). Небольшие организмы, пропорциями тела напоминающие головастиков: покрытая панцирем головогрудь и грудной отдел укрупнены и контрастируют с более тонким брюшком, заканчивающимся хвостовой вилкой. Насчитывают около 1300 видов.

## Анатомия

Общий план строения кумового рачка

Длина тела взрослых особей большинства видов не превышает 10 мм; самые крупные представители достигают 4 см. Характерный облик кумовым ракам придаёт вздутые головогрудь и грудной отдел, тогда как брюшко имеет заметно меньшую толщину.
Головогрудь образована головой и слившимися с ней первыми сегментами груди (торакса) и покрыта общим панцирем — карапаксом. У большинства видов на передней части карапакса имеется пара фасеточных глаз (часто глаза сливаются). Как правило, обе пары антенн сильно редуцированы, лишь у самцов вторая пара бывает хорошо развита и у некоторых представителей даже достигает длины, сравнимой с общей длиной тела. Антеннулы (первая пара антенн) заканчиваются двумя бичевидными придатками, причём наружный всегда длиннее внутреннего.
Число вошедших в состав головогруди торакальных сегментов (а соответственно — пар ногочелюстей) обычно составляет от 3—4, реже доходит до 6. Остальные сегменты торакса (в зависимости от удлинения головогруди — 4—5, реже 2—3) составляют переон, конечности которого (переоподы) служат для плавания и зарывания в грунт. У взрослых самок несколько первых переоподов несут оостегиты, формирующие выводковую сумку.
Брюшко (плеон) состоит из шести цилиндрических сегментов и тельсона (анальной лопасти). У самок конечности присутствуют лишь на последнем (шестом) сегменте плеона; у самцов первые пять сегментов также несут конечности — плеоподы, наряду с переоподами участвующие в плавании. Конечности шестого сегмента — уроподы — удлинённые, шиловидные; благодаря гибкости брюшного отдела, раки используют их для чистки головогруди.

## Экология
Кумовые раки — почти исключительно морские организмы. К настоящему моменту известен 21 вид, представители которых постоянно обитают в условиях пониженной солёности. Из них 19 видов, относящихся к семейству Pseudocumatidae, населяют Каспийское море, солоноватые акватории Азовского и Чёрного морей, а также эстуарии и бассейны впадающих в них рек: Волги, Дона, Днестра, Южного Буга, Дуная. Небольшое число видов обитает в приливной зоне.
Большинство видов живет один год или меньше и размножается дважды за период жизни. Глубоководные виды имеют более низкий уровень метаболизма и, вероятно, живут значительно дольше.
Кумовые питаются главным образом микроорганизмами и осаждающимися органическими частицами. Виды, обитающие в иле, фильтруют пищу, в то время как виды, живущие в песке, перебирают отдельные песчинки. У рачков из рода Campylaspis и некоторых родственных родов мандибулы преобразованы в особые сверлящие органы, которыми они охотятся на фораминифер и мелких ракообразных.
Многие виды, обитающие на мелководье, имеют суточный цикл, при котором самцы в ночное время всплывают со дна к поверхности, буквально кишащей рачками.

## Значение
Подобно бокоплавам, кумовые являются важным компонентом пищи многих рыб и, следовательно, значимым звеном морской пищевой цепи. Они обитают на всех континентах.

## Размножение и развитие
Кумовые могут служить ярким примером полового диморфизма: самцы и самки кумовых существенно различаются по внешнему виду. Оба пола имеют специфические выросты на карапаксе (щетинки, шишковидные придатки, хребтообразные выпуклости). Другие различия заключаются в длине второй антенны, наличии брюшных сегментов у самцов и развитии выводковой камеры у самок. Среди кумовых, как правило, самок больше, чем самцов, и они крупнее размерами.
Кумовые эпиморфичны, то есть число сегментов тела по мере развития у них не меняется. Это является формой неполного метаморфоза. Некоторое время самки вынашивают зародыши в выводковой камере. Личинки покидают сумку на стадии манка, в которой они уже почти полностью сформированы, за исключением последней пары брюшных конечностей (переопод).

## История исследования
Отряд Кумовые известен с 1780 года, когда русский натуралист Иван Иванович Лепехин описал вид «Oniscus scorpioides» (сейчас Diastylis scorpioides). До этого момента многие ученые считали кумовых одной из личиночных стадий бокоплавов. В 1846 году они были описаны как отдельный отряд датским ученым Хенриком Крёйером. Спустя двадцать пять лет было описано ещё пятьдесят различных видов, и сейчас науке известно более 1500 описанных видов кумовых. Немецкий зоолог Карл Циммер тщательнейшим образом изучил этот отряд.

## Ископаемые остатки
Ископаемые остатки кумовых очень редки, но их история уходит корнями в миссисипскую эпоху каменноугольного периода.

## Таксономия

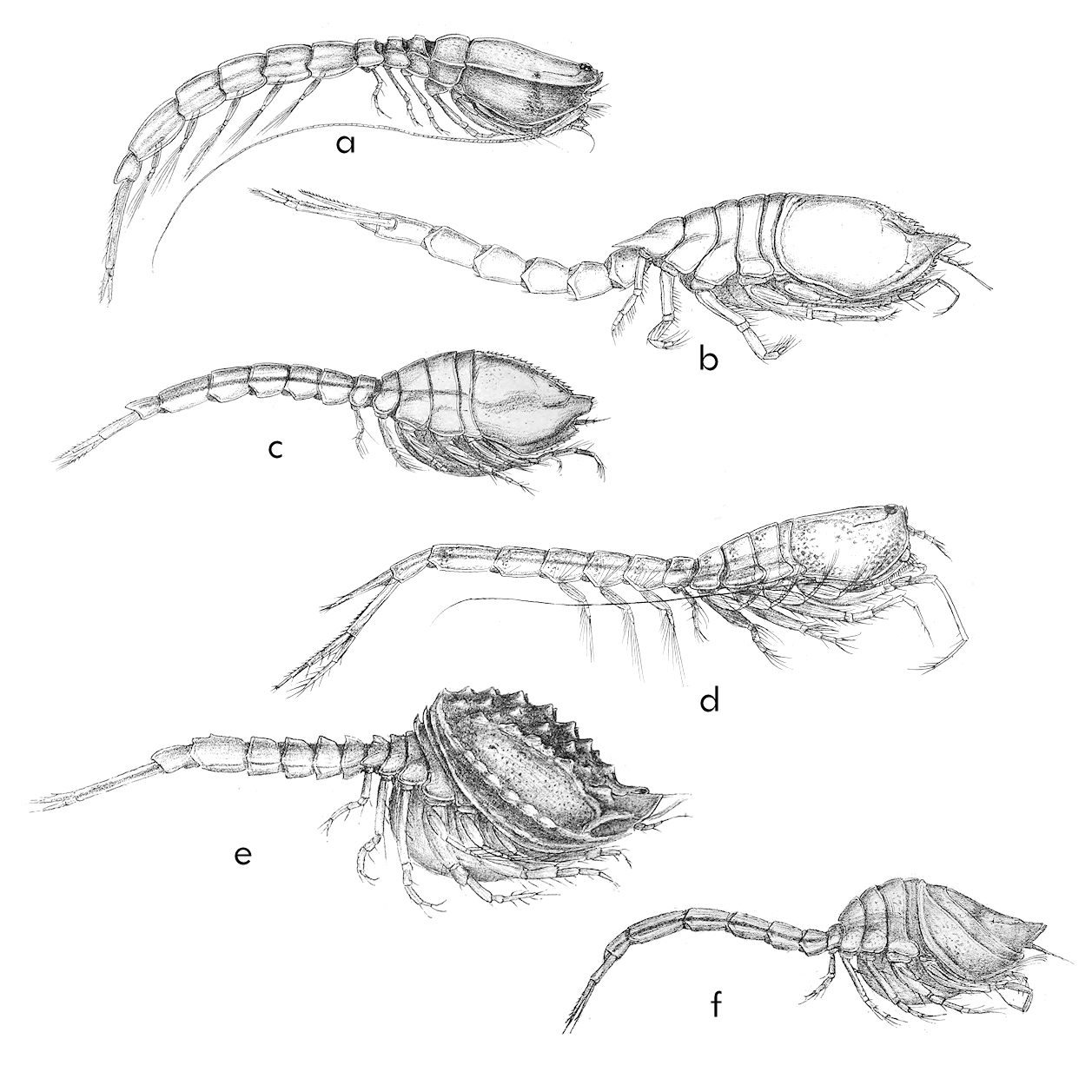
Представители шести современных семейств кумовых: (a) Bodotriidae, (b) Diastylidae, (c) Leuconidae, (d) Lampropidae, (e) Nannastacidae, (f) Pseudocumatidae

Кумовые относятся к инфраотряду Peracarida, относящегося к классу Высшие раки (Malacostraca). Отряд кумовые подразделяется на 8 семейств, 141 родов и 1523 видов:
- Bodotriidae, Scott, 1901 — 379 видов, 36 родов;
- Ceratocumatidae Calman, 1905 — 10 видов, 2 рода;
- Diastylidae Bate, 1856 — 318 видов, 22 рода;
- Gynodiastylidae Stebbing, 1912 — 106 видов, 12 родов;
- Lampropidae Sars, 1878 — 114 видов, 15 родов;
- Leuconidae Sars, 1878 — 139 видов, 16 родов;
- Nannastacidae Bate, 1866 — 426 видов, 25 родов;
- Pseudocumatidae Sars, 1878 — 30 видов, 12 родов.

В отряд также помещен один вид неясного систематического положения.

## Галерея

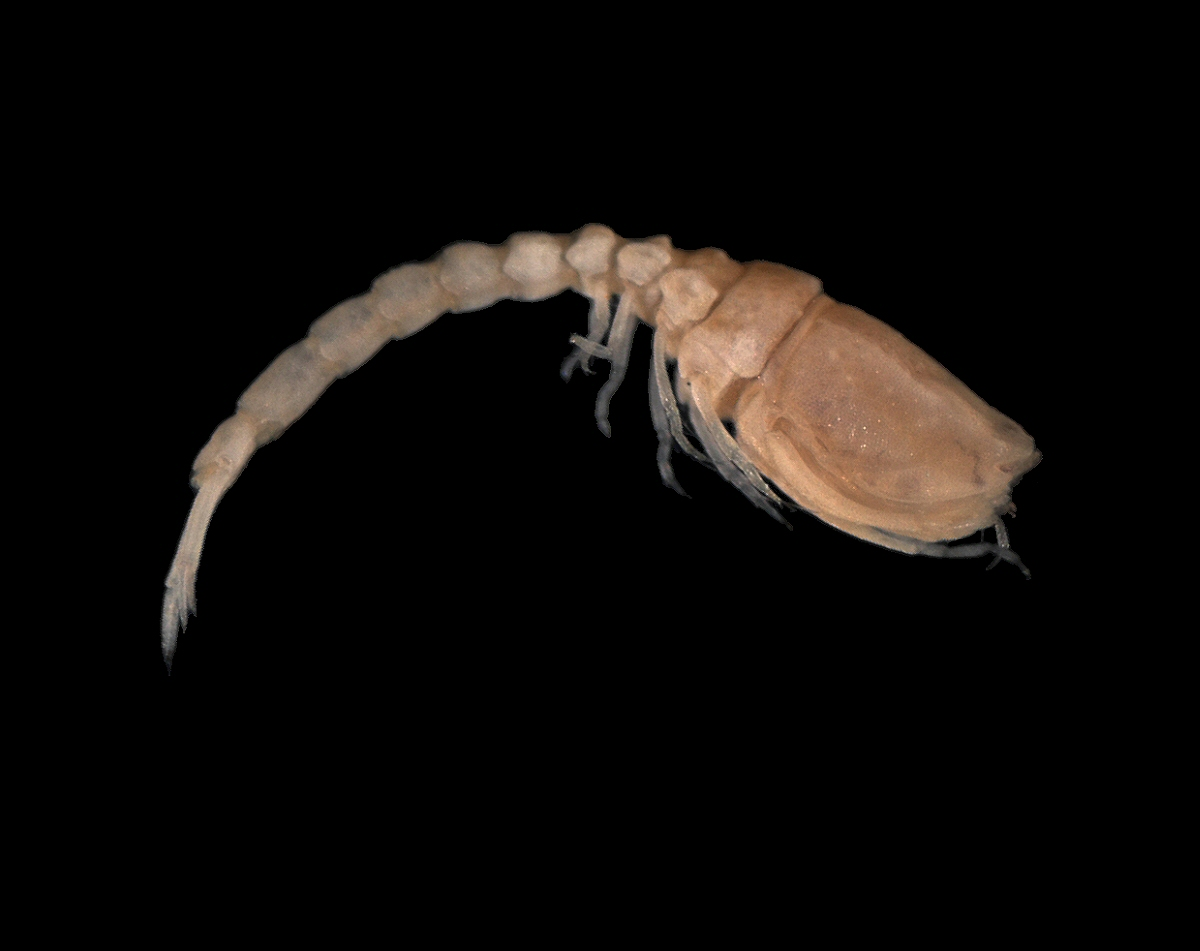
Bodotria scorpioides
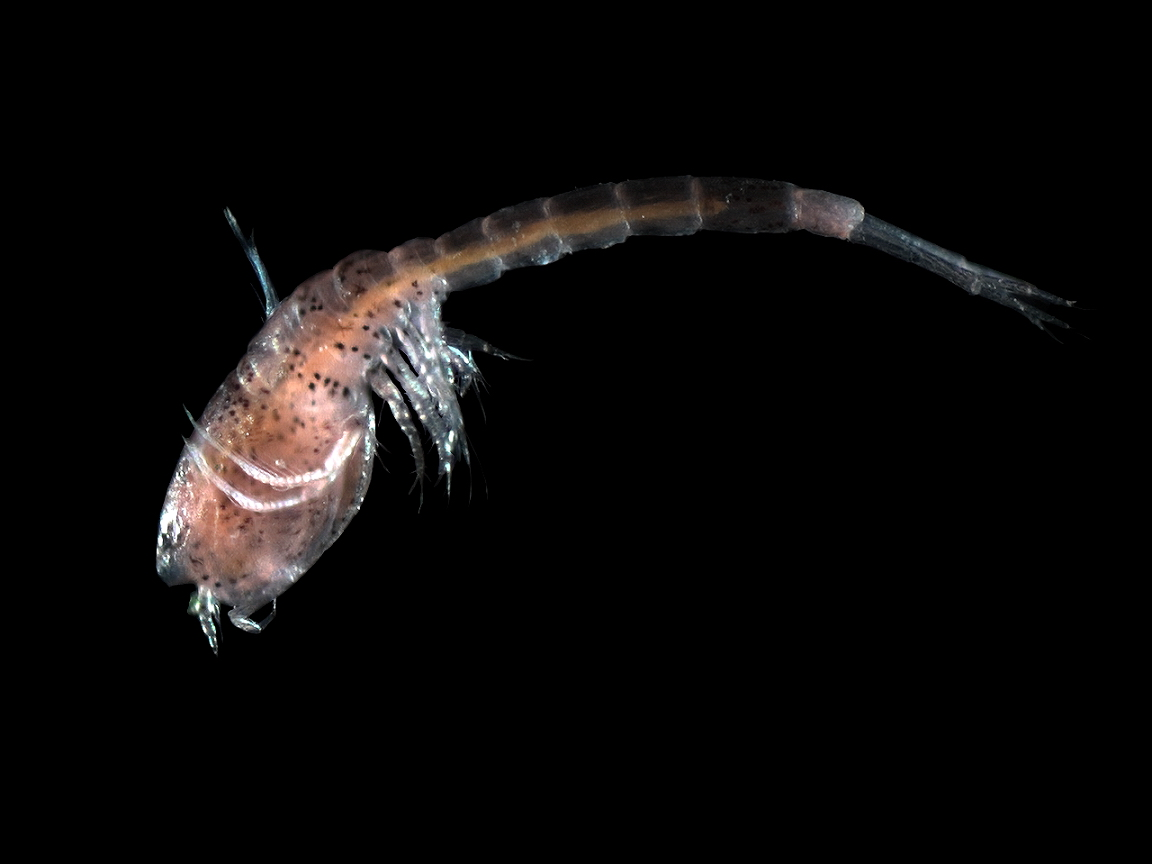
Cumopsis goodsir
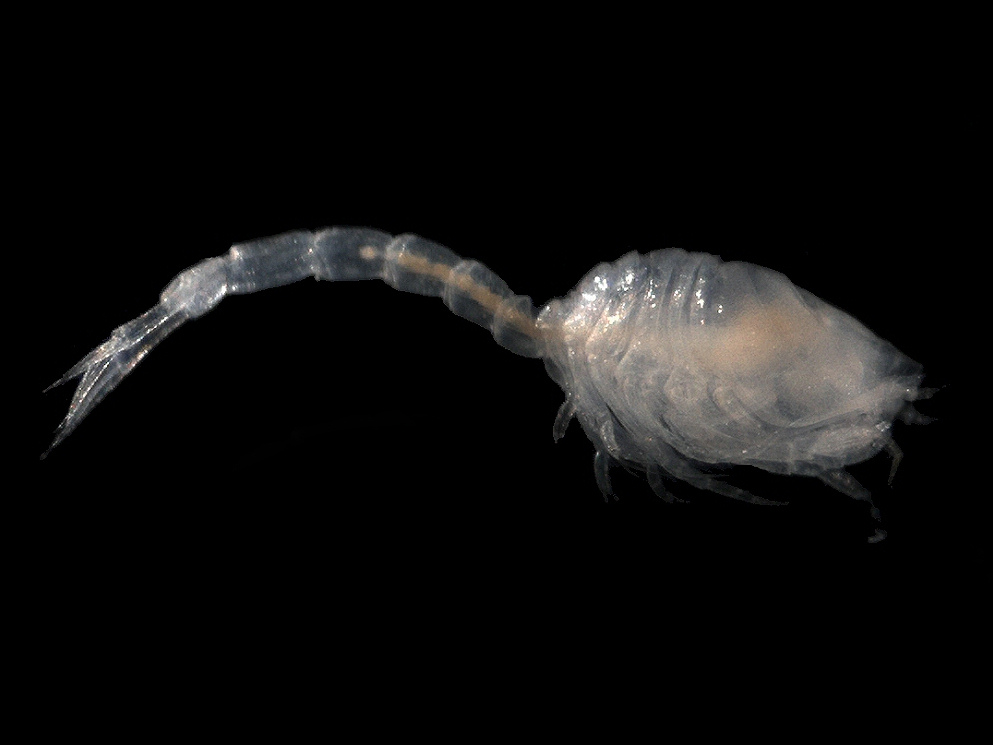
Pseudocuma longicorne
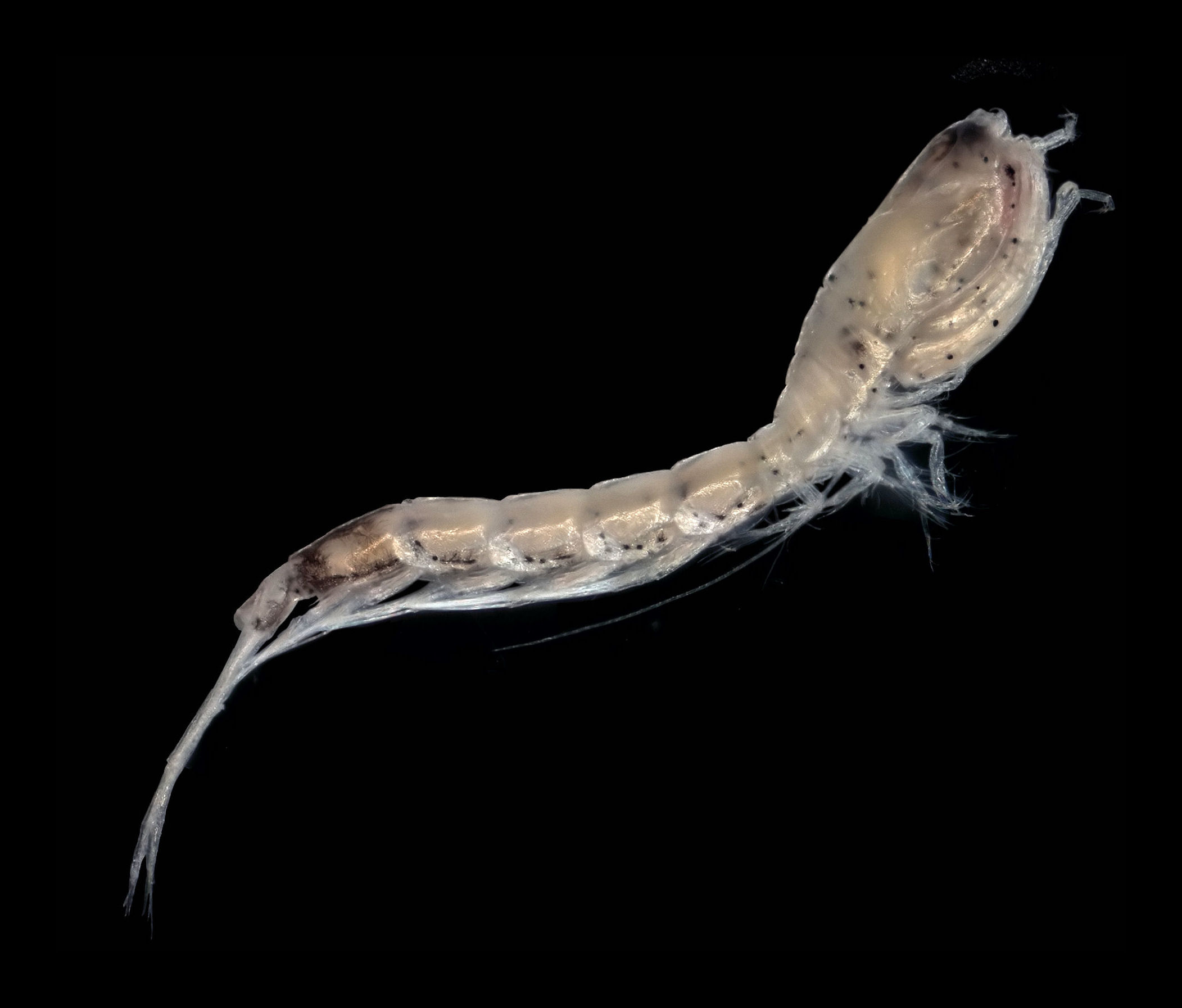
Vaunthompsonia cristata